# Иоанн Богослов в молчании
«Иоанн Богослов в молчании» — икона работы Нектария Кулюксина из собрания Государственного Эрмитажа.
Икона написана темперой на сосновой доске по паволоке с левкасом, размер 109 × 85 см, толщина доски 3,5 см. С тыльной стороны две сквозные врезные шпонки.
На фоне возле головы Иоанна Богослова слева надпись в три строки с использованием диграфов: АГіo АПоСТоЛъ / ИЕВАнгСТъ / ИОАн БоГосЛоВЪ. Справа над ангелом надпись: СтЫЙ ДХЪ. Правой рукой Иоанн Богослов касается уст — знак безмолвия; левой рукой он придерживает лежащую на коленях раскрытую книгу с церковнославянским текстом из начала Евангелия от Иоанна (1: 1—5):

В началѣ бѣ слово и слово / бѣ къ бгу и бгъ бѣ слово / се бѣ искони … / бѣ … // и бѣ него нчто же бысть еже / бысть в томъ животъ бѣ / и живо бѣ свѣтъ члкомъ / и свѣт во тмѣ свѣтитсѧ…
(В начале было Слово и Слово было у Бога, и Слово было Бог. Оно было в начале <…> В нём была жизнь и жизнь была свет человеков; И свет во тьме светит…)

Из-за плеча Иоанна выглядывает ангел с восьмиконечным нимбом, олицетворяющий Святой Дух, — по евангельскому преданию, ангел нашептал Иоанну текст Откровения: «Откровение Иисуса Христа, которое дал Ему Бог, чтобы показать рабам Своим, чему надлежит быть вскоре. И Он показал, послав оное чрез Ангела Своего рабу Своему Иоанну». Орнаментальная рамка по периметру иконы имитирует богатый серебряный с чернью оклад.
Подобная иконография Иоанна Богослова сложилась в русском иконописании во второй половине XVI века. Считается, что в основе мотива лежат заключительные слова Евангелия от Иоанна: «Многое и другое сотворил Иисус; но если бы писать о том подробно, то, думаю, и самому миру не вместить бы написанных книг. Аминь.» (Ин. 21: 25).
На обороте иконы сделана надпись чернилами: 188 г[о]ду декабря в 10 (день) в ц(е)рковь пр(е)с(вя)тыя Тр(ои)цы по вере писалъ кирилловский многогрешной чернец Нектарій Кулюксинъ сіи образъ возлюбленика Х(ри)с(то)ва Иоанна Б(о)гослова поставил в поминок своей д(у)ши во многие лета доколь Г(о)с(по)дь Б(о)гъ повелит.
Как следует из авторской надписи на обороте, икона написана в 1679 году в мастерской Кирилло-Белозерского монастыря монахом-чернецом Нектарием Кулюксиным. Это его единственная известная подписная работа.
Икона находилась в деревянной Троицкой церкви 1727 года постройки села Нёноксы Беломорского района Архангельской области. В 1960 году она была обнаружена научной экспедицией Эрмитажа во главе со старшим научным сотрудником А. С. Косцовой при обследовании заброшенных храмов Русского Севера и вывезена в Ленинград. В 1962 году в лаборатории реставрации станковой живописи Эрмитажа икона прошла первичную обработку, и в 1966 году А. М. Маловой была проведена общая реставрация. Произведено полное раскрытие от старой потемневшей олифы, и были удалены записи и поновления масляной краской, места утрат тонированы.
Икона долгое время хранилась в фондах Эрмитажа и публике показывалась лишь изредка на временных выставках. С марта 2020 года находится в постоянной экспозиции Государственного Эрмитажа и выставляется в Зимнем дворце в зале 143.
А. С. Косцова характеризовала икону как «выразительный образ».

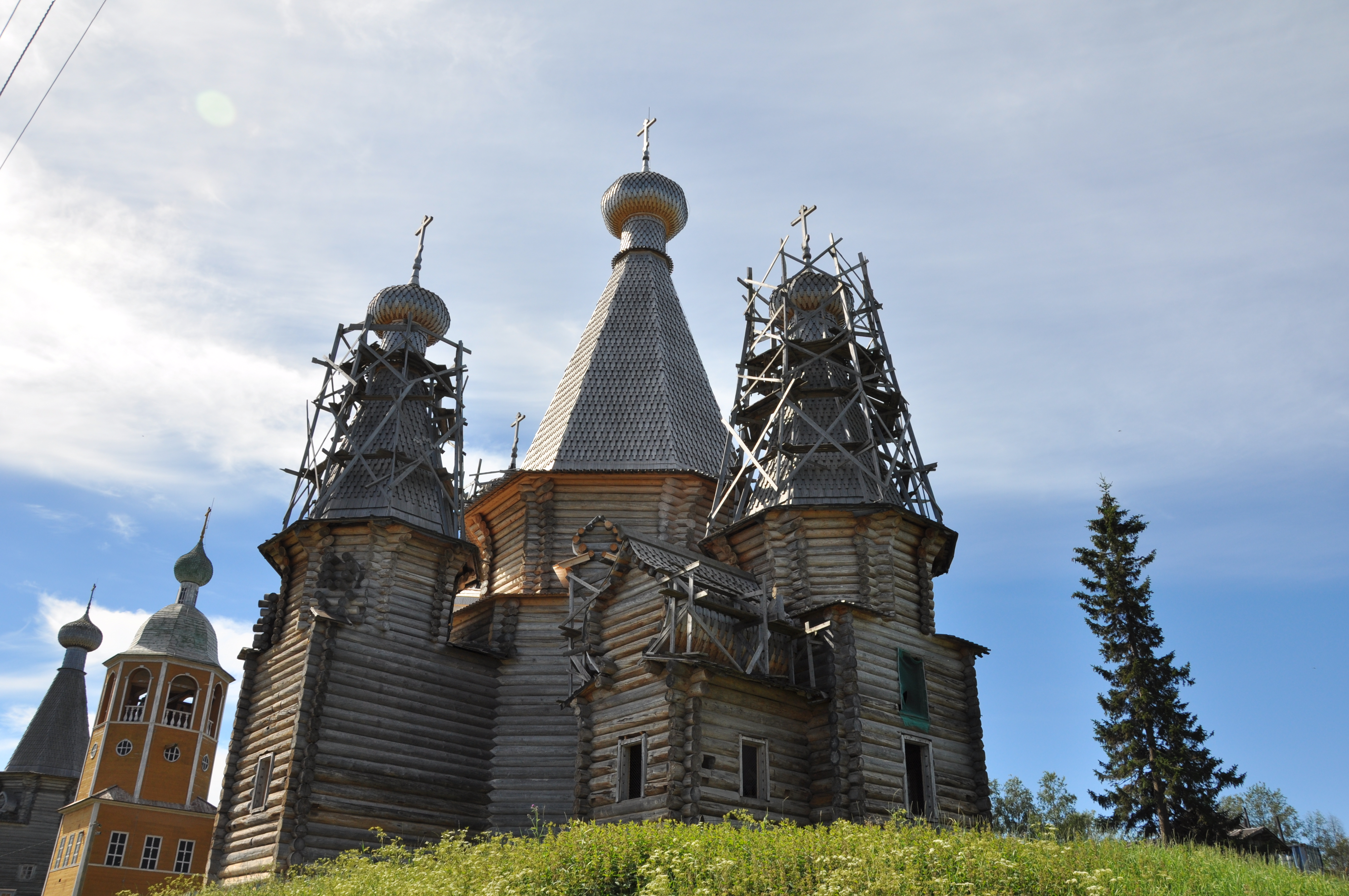
Троицкая церковь в Нёноксе
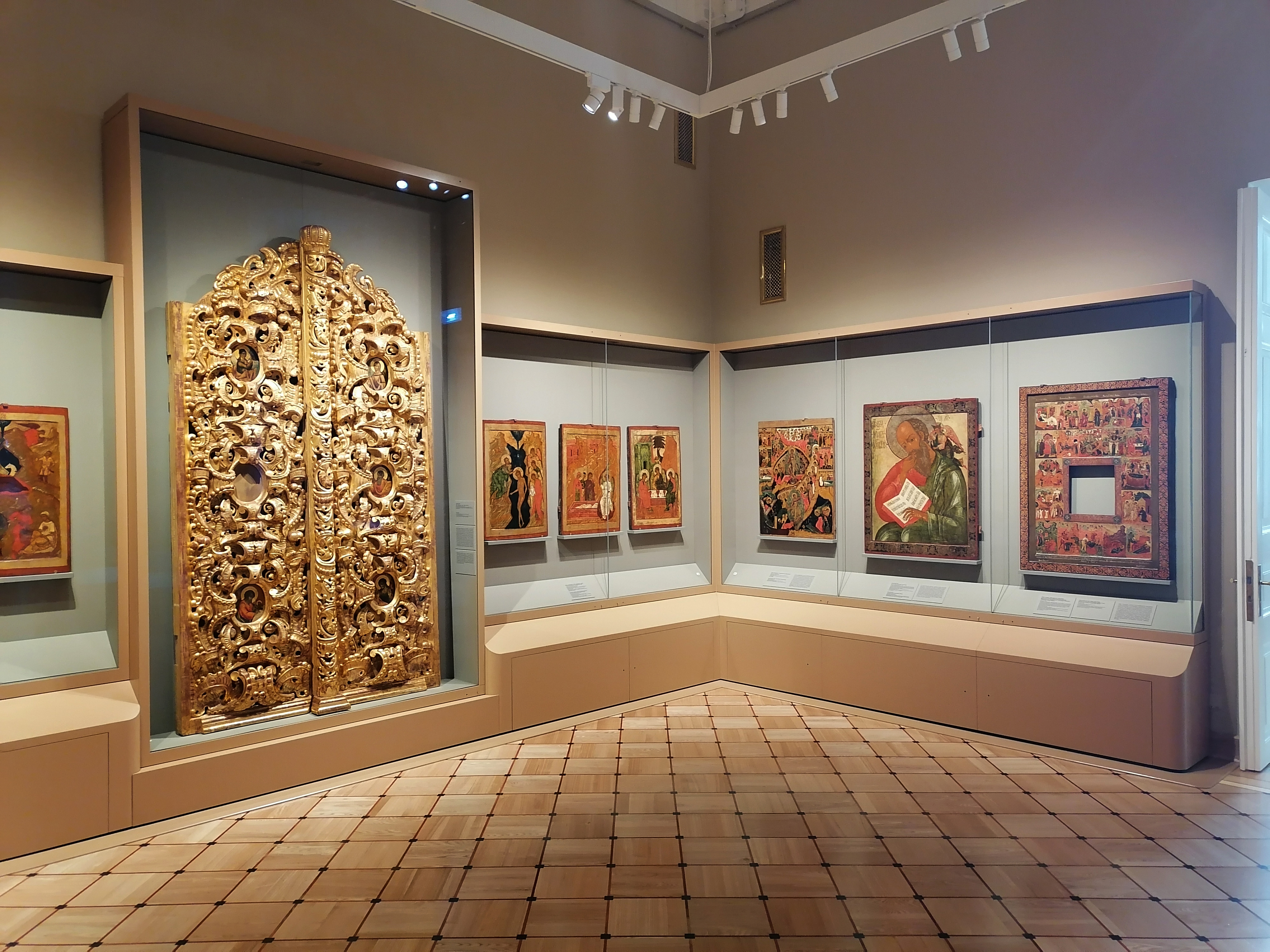
Икона в зале 143 Зимнего дворца